# Trg dela
Trg dela je trgovanje z delovnimi storitvami. Uspešno delovanje trga delovne sile v poljubni državi lahko razumemo kot optimalno uravnavanje ujemanja med ponudbo in povpraševanjem po delovni sili . 
Pomembnost trga dela je določena s posamezniki in družbo kot celoto. S posamezniki zato, ker so del trga dela in so odvisni od dela. S pomočjo ekonomije in socialnih kriterijev pa družba kot celota določa vrednost dela in ga določa kot socialno prepoznavno. Ima velik vpliv  na oblikovanje določenih socialnih struktur in blaginjo modernih družb. Poleg tega zagotavlja vir dohodka, kar vpliva na položaj, varnost in možnost izbire življenjskega sloga posameznikov .

## Prožnost trga dela
Prožnost trga dela je širok pojem, ki na abstraktni ravni označuje sposobnost odzivanja in prilagajanja različnim spremembam, na konkretni pa je splošno sprejeta strategija zagotavljanja ekonomske učinkovitosti .

### Oblike prožnosti
Prožnost trga dela lahko opredelimo na več načinov. V širšem smislu je odzivanje in prilagajanje različnim spremembam, v ožjem smislu pa lahko prožnost razdelimo na štiri vrste :
1. Notranja številčna prožnost – prilagodljivost delovnega časa.
2. Zunanja številčna prožnost – prilagajanje števila zaposlenih spremembam na trgu dela, pravil o najemanju in odpuščanju in povečana prožnost plač.
3. Funkcijska prožnost– podjetje se spremembam v povpraševanju in tehnologiji prilagaja z načinom proizvodnje in organizacijo dela (usposobljenost delavcev za različna delovna mesta, manjše razmejitve med delovnimi mesti in večja vključenost zaposlenih).
4. Prožnost plač – povezovanje plač z rezultati dela (nagrajevanje).

Prožnost trga dela lahko opredelimo tudi na ravni podjetja (notranja prožnost) in narodnega gospodarstva (zunanja prožnost). Notranja prožnost zajema a) notranjo in b) zunanjo številčno prožnost, c) funkcionalno prožnost, ki daje delodajalcu možnost razporejanja zaposlenih na različna delovna mesta, d) prožnost plač in stroškov dela, ki znotraj podjetja predstavlja nagrajevanja dela in e) proceduralno prožnost, ki je določena s postopki pogajanj in dogovarjanja o dejavnikih, ki določajo vse prejšnje oblike prožnosti. Zunanja prožnost je prav tako opredeljena z a) notranjo in zunanjo številčno prožnostjo, b) s prožnostjo stroškov dela, ki označuje prilagajanje ravni realnih plač in ostalih stroškov dela spremembam v zaposlenosti, brezposelnosti in produktivnosti in c) mobilnostjo delovne sile .

### Varovanje zaposlitve
Razlogi za ureditev varovanja zaposlitve so :
- delojemalčeva varnost pri delu, zaposlitvi in dohodku ter zavarovanje delavcev pred negotovostmi, ki izhajajo iz trga dela
- stalna zaposlitev spodbuja vlaganje v človeški kapital in s tem povečuje produktivnost
- stalna zaposlitev povečuje pripravljenost delavca na sprejemanje tehnološkega napredka, izobraževanja, usposabljanja in notranje mobilnosti.

Razloga proti ureditvi varovanja zaposlitve pa sta dejstvi, da strogo varovanje zaposlitve:
- zmanjšuje sposobnost prilagajanja podjetij spremembam v okolju zaradi globalizacije in tehnoloških sprememb
- povečuje previdnost delodajalcev pri zaposlovanju in s tem zmanjšuje ustvarjanje novih delovnih mest.

V EU imata najmanjše varovanje zaposlitve Irska in Združeno kraljestvo, najmočnejše pa Španija in Portugalska. Empirične analize OECD-ja iz leta 2004 kažejo na to, da ima varovanje zaposlitve majhen učinek na skupno brezposelnost in zaposlenost. Vpliva pa na strukturo in trajanje brezposelnosti ter na zaposlitvene možnosti nekaterih skupin – zmanjšuje predvsem stopnjo zaposlenosti mladih in žensk .

### Varna prožnost
Koncept predstavlja iskanje pravilnega ravnotežja med prožnostjo na trgu dela in zaposlitveno ter socialno varnostjo. Delojemalcem omogoča združevanje zaposlitvenih obveznosti in zasebnih preferenc (družinskega življenja), podjetjem pa je nujno potrebna za odzivanje na spreminjajoče se potrebe trga in ekonomske okoliščine. Varnost pa ni samo varovanje zaposlenih pred izgubo zaposlitve, temveč omogoča tudi vstop, ostajanje in napredovanje v zaposlitvi. Za podjetja pa varnost pomeni vzpostavitev stabilnega zaposlitvenega odnosa z dobro usposobljenimi delavci, to pa omogoča ohranitev in izboljšanje tržnega položaja in produktivnosti .
Odpravnina in odpovedni rok sta najbolj izpostavljena dejavnika številčne prožnosti. Sta strošek odpuščanja, pri čemer odpovedni rok varuje delavca, saj podaljšuje trajanje zaposlitve, medtem ko je odpravnina nadomestni dohodek delavca ob izgubi zaposlitve. Pregled stroškov odpuščanja v državah OECD kaže, da so v državah, kjer so odpravnine večje, odpovedni roki običajno krajši. Uspešno kombinacijo varnosti in fleksibilnost na trgu dela predstavlja danski model varne prožnosti (flexicurity). Withagen in Tros sta jo opredelila kot politiko in strategijo, ki na eni strani spodbuja prožnost na trgu dela, v organizaciji dela pa zaposlitveno in socialno varnost. Danski zlati trikotnik trga dela sestavljajo :
- prožna pravila o odpuščanju, ki vplivajo na skromno varovanje zaposlitve (kratki odpovedni roki, zakonsko predpisane odpravnine ne poznajo,  dobro razvit sistem spodbud za izobraževanje in usposabljanje zaposlenih ter vseživljenjsko učenje)
- radodaren sistem zavarovanja za primer brezposelnosti
- aktivacijska politika zaposlovanja (vsaka brezposelna oseba ima pravico in obveznost do izobraževanja in usposabljanja ter ponovnevga vključevanja v zaposlitev).

### Reforme trga dela v Sloveniji
Reforme prispevajo k izboljšanju delovanja trga dela in doseganju ugodnejšega stanja na trgu dela. Zaradi dokaj močnega varovanja zaposlitve in slabe odzivnosti zaposlovanja na povečanje gospodarske rasti od leta 1995 do 2005, je slovenski trg pogosto označen kot tog. Leta 2005 je Vlada RS sprejela predloge reform trga dela z namenom povečanja blaginje prebivalstva Slovenije. Reforme so zajemale področja politike zaposlovanja, varovanja zaposlitve, nadomestil za brezposelnost in spodbujanja vseživljenjskega učenja .

## Specifične skupine na trgu dela

### Mladi na trgu dela
Gospodarska kriza je na začetku devetdesetih let povzročila zmanjšanje stopenj delovne aktivnosti za celotno populacijo, še posebej za mlade. V drugi polovici devetdesetih se je gospodarski položaj izboljšal, zato so tudi delodajalci začeli zaposlovati predvsem mlade, vendar pa to ni bistveno pripomoglo k povečanju stopnje aktivnosti te skupine. Na položaj mladih vpliva tudi trajanje in kakovost izobraževanja. Na eni strani država spodbuja nadaljevanje izobraževanja mladih, po drugi pa imajo mladi in njihovi starši povečano ambicioznost in pričakovanja, da bo vlaganje v več znanja zagotovilo boljši položaj na trgu dela. V novem tisočletju se je predvsem povečal delež skupine iskalcev prve zaposlitve starih od 26 do 30 let, med katerimi je največ tistih, ki so v tem obdobju prejeli univerzitetno diplomo . 
Vzroka za povečano brezposelnost mladih sta predvsem pomanjkanje delovnih mest in smer študija, ki omejuje uspešnost hitrega zaposlovanja zaradi množičnosti in velike konkurence v boju za omejeno število delovnih mest. Mladi, ki so že delovno aktivni, so na trgu delovne sile nadpovprečno fleksibilni. Novi iskalci zaposlitve so do določene mere prisiljeni sprejeti delo za določen čas in druge oblike fleksibilnega zaposlovanja, kot je študentsko delo. Slednje v zadnjem obdobju narašča in pogosto presega zakonsko določene okvire. Delodajalci vedno bolj posegajo po študentskem delu za daljši čas, zaradi česar so študenti nelojalna konkurenca mladim z diplomo ali magisterijem .
Zaradi zmanjšane možnosti za zaposlovanje doživljajo mladi večjo negotovost, primanjkuje jim izkušenj, zaradi tega pa so se prisiljeni sprijazniti z negotovimi in pogosto slabo plačanimi zaposlitvami. To jim onemogoča ekonomsko neodvisnost, socialno varnost ali neodvisno življenje, kar vpliva na njihovo vedenje. Pogosto podaljšujejo bivanje pri starših in so pasivni pri političnem delovanju .

### Položaj žensk na trgu dela
O množičnem zaposlovanju žensk v Sloveniji lahko začnemo govoriti šele v obdobju podjetniškega vala od zgodnjih 90-ih let dalje. Delež žensk se je v sferi plačanega dela na ravni EU konstanto in hitro povečeval od leta 2001, vrhunec je dosegel leta 2007 (še zlasti v Sloveniji, delež zaposlenih žensk je znašal 64,2 %), potem se je trend do leta 2008 ustavil in začel upadati. Slovenija je imela od leta 2001 do 2010 vseskozi precej višji odstotek zaposlenih žensk v primerjavi s celotnim EU območjem .

#### Diskriminacija
Diskriminacija na delovnem mestu se opredeljuje kot »različno in manj ugodno obravnavanje ljudi zaradi posameznih lastnosti kot so spol, barva kože, vera, politična pripadnost ali socialni izvor, ne glede na njihov prispevek ali zahteve dela.« Diskriminacija žensk naj bi se danes pojavljala predvsem zaradi družinskih obveznosti (nosečnosti, materinstva, bolniške zaradi otrok itd.) in bi naj bila posledica feminizacije poklicev, ki so se pojavili zaradi množičnega zaposlovanja žensk na določena delovna mesta in za katere je značilno, da zahtevajo potrpežljivost, natančnost, skrbnost, monotonost in neustvarjalnost. Gre za podobne zahteve kot jih imajo gospodinjska opravila, prav zato bi naj postala ta dela manj cenjena in slabše plačana (tajnice, učiteljice, prodajalke) . 

#### Stekleni strop
So nevidne ovire, ki so izražene kot predsodki in stereotipi, ki ženskam otežujejo ali onemogočajo napredovanje. Imajo dvojni efekt, ki lahko ženske bodisi ustavi blizu vrha organizacije ali predstavlja oviro na najnižjih ravneh podjetja. Kot ovire pri napredovanju do najvišjih menedžerskih položajev lahko štejemo družinske obveznosti žensk, predsodke moških o ženskah, diskriminacijo v organizacijski praksi in načrtih napredovanj in neenakost v sferi plačanega dela .

### Otroško delo
V skladu z raziskavo ILO je leta 2000 delalo približno 210 milijonov otrok starih od 5 do 14 let, polovica od teh za polni čas. To pomeni, da dela približno 10 % populacije otrok celega sveta. Največje število otrok dela v Aziji, čeprav je pogostost otroškega dela največja v Afriki. Otroško delo je večinoma agrikulturalni fenomen – npr. 70 % otrok v Pakistanu je zaposlenih v agrikulturi. Na splošno dela več fantov kot deklet in bolj verjetno bodo zaposleni starejši otroci kot njihovi mlajši sorojenci. Otroško delo je simptom revščine in vzrok za revščino v prihodnosti. Koristi za družino, ki izhajajo iz pošiljanja otrok na delo, so plača za otrokovo delo in odsotnost stroškov za izobraževanje, slabost pa manjši dohodek v prihodnosti, ko otrok vstopi na trg dela z nižjo izobrazbo. Gre za začaran krog, saj revnejša gospodinjstva bolj verjetno pošljejo svoje otroke na delo, otroško delo pa pripomore k revščini v naslednjih generacijah. Največji problem interferiranje otroškega dela s šolanjem, zaradi česar je večini zaposlenih otrok izobraževanje onemogočeno .

### Državljani tretjih držav
Zaposlovanje državljanov tretjih držav je podrejeno potrebam trga delovne sile. To potrjuje že seznam pogojev in zahtev, ki morajo biti izpolnjeni, da se lahko ti državljani zaposlijo v poljubni državi EU. Proces vplivanja pa poteka tudi v obratni smeri. Mobilnost delovne sile in priseljevanje državljanov tretjih držav v EU vplivata na delovanje evropskih trgov delovne sile in jih spreminjata. Državljani tretjih držav predstavljajo približno 5,6 % populacije EU. V Sloveniji znaša delež priseljencev 7,8 %. Za vstop na trg delovne sile sta v Sloveniji potrebni dve dovoljenji: dovoljenje za zaposlitev in obliko dovoljenja za (začasno) bivanje. Dovoljenje se izda za eno leto z možnostjo podaljšanja ali ponovne izdaje. Slovenija pri zaposlovanju državljanov tretjih držav uporablja pristop od zgoraj navzdol. Ustrezna dovoljenja se izdajo na podlagi s kvotami opredeljenih potreb trga delovne sile. Večina držav članic EU si prizadeva, da bi zagotovile zaposlenost in zaposljivost državljanov tretjih držav. Rasizem in diskriminacija sta dejavnika, ki pomembno vplivata na delovanje trga delovne sile in uspešnost na delovnem mestu. Z etnično diskriminacijo je mogoče pojasniti različne stopnje brezposelnosti med priseljenci, njihovimi potomci in drugimi manjšinami na eni strani ter avtohtonim prebivalstvom na drugi. Poleg etnične driskriminacije pa zavirajo dostop do trga delovne sile še pomanjkljivo znanje jezika, nepriznavanje nazivov, izobrazbe in kvalifikacij, ki so jih priseljenci pridobili zunaj EU .